# Luigi Bazzoni
Luigi Bazzoni (Salsomaggiore Terme, 25 giugno 1929 – Salsomaggiore Terme, 1º marzo 2012) è stato un regista e sceneggiatore italiano.

## Biografia
Nato a Salsomaggiore Terme, Bazzoni era il fratello maggiore del regista e direttore della fotografia Camillo Bazzoni e cugino del premio Oscar Vittorio Storaro.
Ha iniziato la sua carriera cinematografica come assistente alla regia di Mauro Bolognini. Durante gli anni sessanta approdò dietro la macchina da presa, realizzando i primi cortometraggi e alcune sceneggiature.
Ottenne un discreto successo commerciale per due western: L'uomo, l'orgoglio, la vendetta e Blu Gang - E vissero per sempre felici e ammazzati, pellicola che valse a Tony Renis il Nastro d'argento alla migliore colonna sonora. 
Il cortometraggio Di domenica si aggiudicò la Menzione Speciale dalla giuria al Festival di Cannes del 1963.

## Filmografia

### Regista
Cortometraggi
- Di domenica (1963)
- Un delitto (1963)
- Sortilegio (1965)
- Sirtaki (1966)

Lungometraggi
- La donna del lago (1965) (co-diretto con Franco Rossellini)
- L'uomo, l'orgoglio, la vendetta (1967)
- Giornata nera per l'ariete (1971)
- Blu Gang - E vissero per sempre felici e ammazzati (1973)
- Le orme (1975)
- Roma imago urbis (1994)

### Sceneggiatore
- La contessa azzurra (1960)
- La donna del lago (1965)
- L'uomo, l'orgoglio, la vendetta (1967)
- Metello (1970)
- Giornata nera per l'ariete (1971)
- Le orme (1975)
- La via del silenzio (1980)
- Raul - Diritto di uccidere (2005)

### Aiuto alla regia
- Pia de' Tolomei (1958)
- Il bell'Antonio (1960)
- La contessa azzurra (1960)
- La giornata balorda (1960)
- La viaccia (1961)
- Senilità (1961)
- Agostino (1962)
- La donna è una cosa meravigliosa (1964)

## Riconoscimenti
- Festival di Cannes
  - 1963 – Menzione Speciale della giuria per Di domenica[4]